# 斯特里吉内农村居民点
斯特里吉内农村居民点（俄语：Стригуновское сельское поселение）是俄罗斯联邦别尔哥罗德州鲍里索夫卡区所属的一个农村居民点。其下辖有6个居民点，行政中心为斯特里吉内。据2016年统计，该农村居民点的人口为2633人。